# St. Viti (Gispersleben)

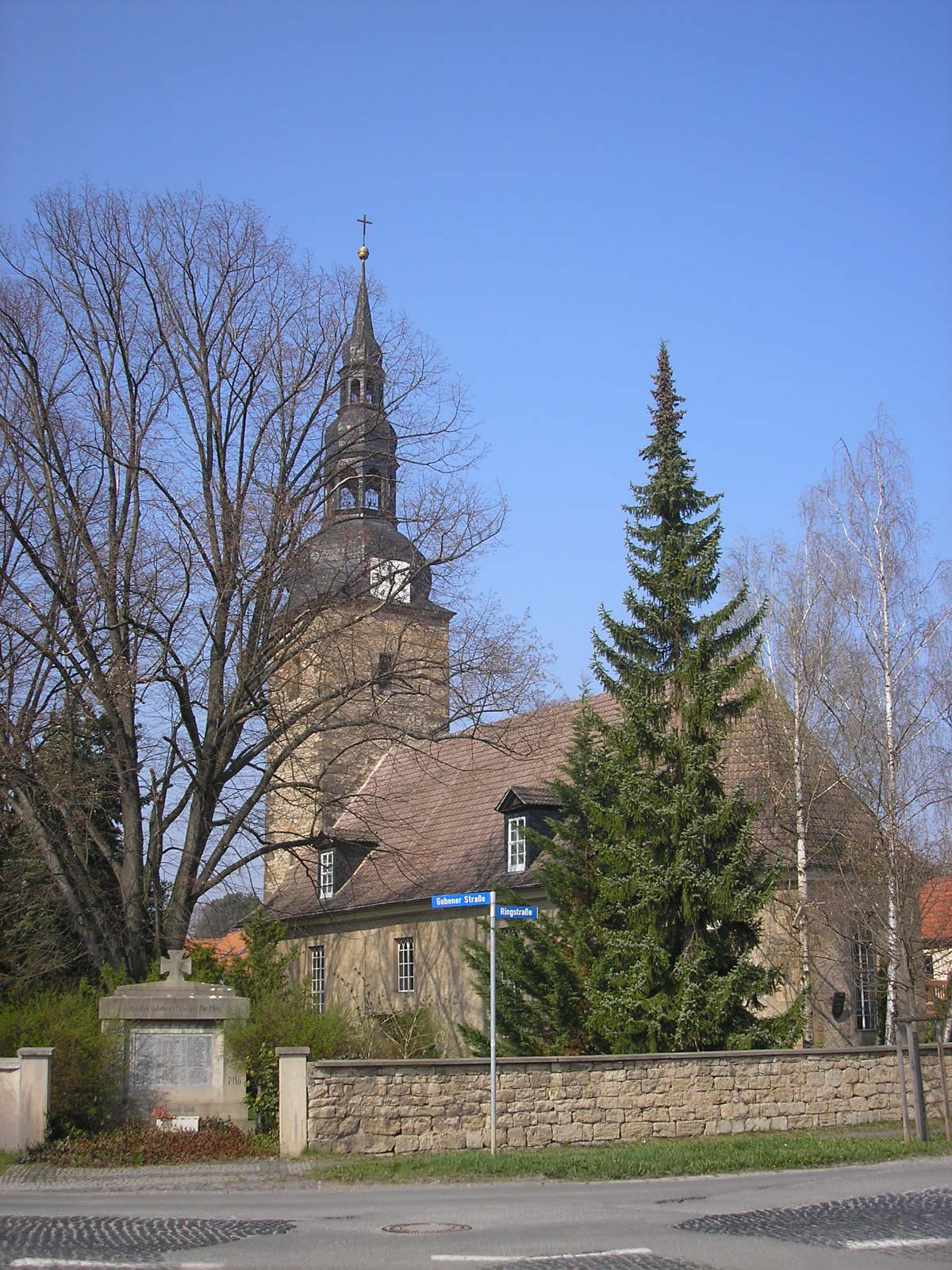
Die Vitikirche 2009

Die Kirche St. Viti am Vitusplatz 4 ist eine der beiden evangelischen Dorfkirchen im Erfurter Ortsteil Gispersleben. Sie steht unter dem Patrozinium des Heiligen Vitus und gehört heute zum evangelischen Kirchenkreis Erfurt. Das Gebäude steht unter Denkmalschutz.

## Geschichte
Die Kirchengemeinde Gispersleben-Viti wurde am 27. März 1319 erstmals urkundlich erwähnt. Wie die Stadt Erfurt gehörte der Ort zum Bistum Mainz.  Ein evangelischer Pfarrer für die beiden Kirchgemeinden Kiliani und Viti ist 1571 nachweisbar.
1726 erfolgte ein durchgreifender Umbau der Kirche, der mit seiner Ausstattung das heutige Erscheinungsbild prägt. 1853 wurde die Turmhaube in der heutigen Form erneuert. 1950 erfolgte die kommunale Eingliederung Gisperslebens in die Stadt Erfurt. 1998 schlossen sich die Viti- und der Kilianigemeinde zusammen.

## Gebäude
Es handelt sich um einen einfachen Saalbau mit polygonalen Ostabschluss. Reste der mittelalterlichen Bausubstanz sind noch in den Außenwänden und am Turm, der ursprünglich ein Satteldach hatte, erhalten. Der Westturm trägt eine Zwiebelhaube mit hoher, zweigeschossiger Laterne. Der Innenraum wird durch eine abgeflachte Holztonne abgedeckt. Er enthält einen Kanzelaltar und eine dreiseitige zweigeschossige Empore mit Orgel.

## Orgel
Die Orgel wurde von Johann Georg Kummer aus Dachwig um 1790 gebaut und ist eine der wenigen erhaltenen Orgeln dieses Orgelbauers. Sie erhielt einen mehrteiligen Orgelprospekt mit Schnitzwerk und Vasenakroterien nach 1790. Das Instrument wurde 1830 durch Orgelwerkstatt Hesse repariert. Spätere Reparaturen und Veränderungen erfolgten 1923 durch Max Andreas und 1982 durch Herbert Löbling aus Zimmernsupra. Dabei wurden originale Teile entfernt und durch Bauteile aus minderwertigen Materialien ersetzt. Zudem wurde die Stimmtonhöhe verändert. Durch diese Maßnahmen und durch Verschleiß litt die Spielbarkeit der Orgel im Laufe der Zeit erheblich. In einem ersten Bauabschnitt im Jahr 2001 wurde die Windanlage und die Tontraktur instand setzt, in den Jahren 2003 bis 2004 erfolgte die umfangreiche Restaurierung durch Jörg Dutschke aus Salzwedel, bei der das Instrument wieder so gut wie möglich in den Originalzustand versetzt wurde, den gewachsenen Bestand aber berücksichtigte. Die Orgel wurde am 26. September 2004 mit einem Konzert von Sabine und Andreas Strobelt wieder eingeweiht. Sie hat folgende Disposition:
| I Hauptwerk C–c3 |                |    |
| 1.               | Principal      | 8’ |
| 2.               | Gedact         | 8’ |
| 3.               | Viola di Gambe | 8’ |
| 4.               | Hohlflöte      | 8’ |
| 5.               | Octave         | 4’ |
| 6.               | Quinte         | 3’ |
| 7.               | Oktave         | 2’ |
| 8.               | Mixtur III     |    |

| II Hinterwerk C–c3 |                 |    |
| 9.                 | Gedact          | 8’ |
| 10.                | Traversflöte    | 8’ |
| 11.                | Flöte piano     | 8’ |
| 12.                | Salicional      | 8’ |
| 13.                | Gedact          | 4’ |
| 14.                | Principal       | 2’ |
| 15.                | Sesquialtera II |    |

| Pedal C–c1 |               |     |
| 16.        | Subbass       | 16’ |
| 17.        | Violonbass    | 16’ |
| 18.        | Principalbass | 8’  |
| 19.        | Posaune       | 16’ |

| I Hauptwerk C–c3 |                |    |              |
| 1.               | Gedact         | 8’ | (1790)       |
| 2.               | Viola di Gambe | 8’ | (1790)       |
| 3.               | Hohlflöte      | 8’ | (1790)       |
| 4.               | Octave         | 4’ | (2004)       |
| 5.               | Quinte         | 3’ | (1790)       |
| 6.               | Oktave         | 2’ | (2004)       |
| 8.               | Cornett III    | 3’ | (2004)       |
| 8.               | Mixtur III     |    | (1790, 1884) |

| II Hinterwerk C–c3 |                 |    |              |
| 9.                 | Gedact          | 8’ | (1790)       |
| 10.                | Traversflöte    | 8’ | (1790)       |
| 11.                | Flöte piano     | 8’ | (1894)       |
| 12.                | Gedact          | 4’ | (1790)       |
| 13.                | Octave          | 2’ | (1790, 1982) |
| 14.                | Sesquialtera II |    | (1790)       |
| 15.                | Mixtur III      |    | (2004)       |

| Pedal C–c1 |               |     |              |
| 16.        | Subbass       | 16’ | (1790)       |
| 17.        | Violonbass    | 16’ | (1790)       |
| 18.        | Principalbass | 08’ | (1790, 1923) |
| 19.        | Posaune       | 16’ | (1790)       |

- Stimmung:
  - Wohltemperierte Stimmung nach Bach/Kellner
  - Höhe a1 = 465 Hz

## Weitere Ausstattung
- Achtseitiger Taufstein von 1611
- Barocker Kanzelaltar mit Pilasterpaar, Schnitzwerk und kleinen Gemälden (Christus Salvator und Evangelisten) Mitte des 18. Jh.